# Zarilac
Zarilac is een plaats in de gemeente Pleternica in de Kroatische provincie Požega-Slavonië. De plaats telt 212 inwoners (2001).